# Sainte-Mondane
Sainte-Mondane – miejscowość i gmina we Francji, w regionie Nowa Akwitania, w departamencie Dordogne.
Według danych na rok 1990 gminę zamieszkiwały 212 osoby, a gęstość zaludnienia wynosiła 22 osób/km² (wśród 2290 gmin Akwitanii Sainte-Mondane plasuje się na 965. miejscu pod względem liczby ludności, natomiast pod względem powierzchni na miejscu 1087.).